# 운 간초 알 코라손
《운 간초 알 코라손》(스페인어: Un gancho al corazón)은 2008년 방영된 멕시코의 텔레노벨라이다.